# 8087 Kazutaka
8087 Kazutaka eller 1989 WA2 är en asteroid i huvudbältet som upptäcktes den 29 november 1989 av de båda japanska astronomerna Kazuro Watanabe och Kin Endate vid Kitami-observatoriet. Den är uppkallad efter Kazutaka Kato.
Asteroiden har en diameter på ungefär 11 kilometer.